# 東埃爾斯巴赫峰

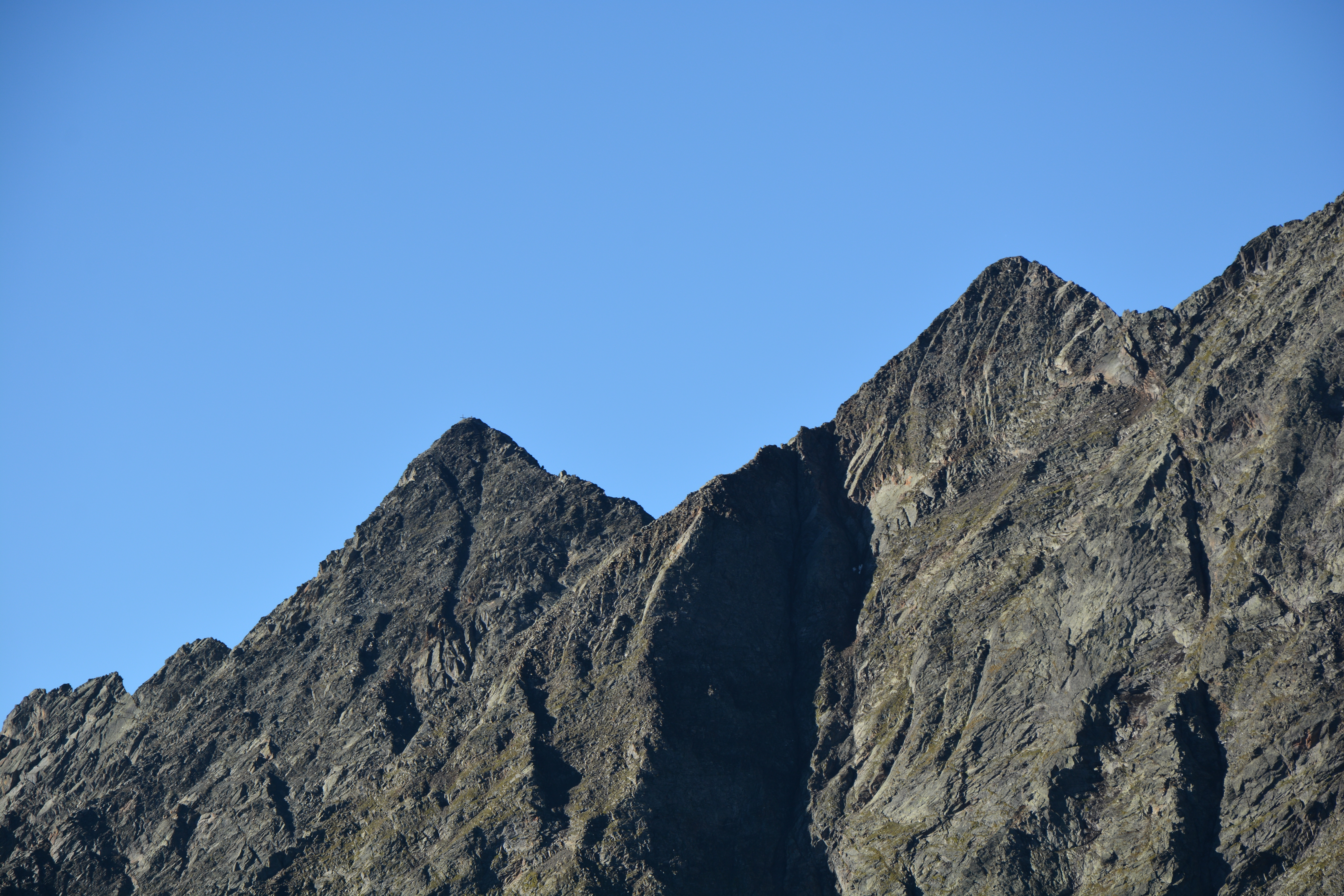

46°57′08″N 12°16′17″E / 46.952132°N 12.271296°E
東埃爾斯巴赫峰（德語：Östliche Erlsbacher Spitze），是奧地利的山峰，位於該國西部，由蒂羅爾州負責管轄，屬於維內迪傑山脈的一部分，處於德弗雷根谷地聖雅各布，海拔高度3,015米。